# Imprescindibles (álbum de Thalía)
Imprescindibles es un álbum recopilatorio de la cantante mexicana Thalía. Este álbum contiene las mejores canciones de sus primeros 4 álbumes de estudio, Thalía, Mundo de cristal, Love y la banda sonora de Marimar, los cuales fueron lanzados por el primer sello discográfico de Thalía Fonovisa. Este álbum fue lanzado el 27 de mayo de 2014 bajo el sello discográfico de Universal Music, matriz actual de Fonovisa.

## Lista de canciones
| Imprescindibles |                          |          |  |
| N.º             | Título                   | Duración |  |
| 1.              | «Amarillo azul»          | 3:34     |  |
| 2.              | «Saliva»                 | 3:16     |  |
| 3.              | «El bombo de tu corazón» | 3:51     |  |
| 4.              | «María Mercedes»         | 2:52     |  |
| 5.              | «Fuego cruzado»          | 3:21     |  |
| 6.              | «La vie en rose»         | 3:19     |  |
| 7.              | «En la intimidad»        | 2:48     |  |
| 8.              | «El poder de tu amor»    | 5:12     |  |
| 9.              | «Marimar»                | 3:24     |  |
| 10.             | «Sudor»                  | 3:03     |  |
| 11.             | «Love»                   | 4:17     |  |
| 12.             | «Aeróbico»               | 3:23     |  |
| 13.             | «Un pacto entre los dos» | 3:25     |  |
| 14.             | «Sangre»                 | 3:38     |  |

- Datos: Q17634617